# Operación Gato Negro
La Operación Gato Negro fue una operación militar colombiana, llevada a cabo en el corregimiento de Barrancominas el 1 de febrero de 2001 por las Fuerzas Militares de Colombia en zona selvática de los departamentos de Vichada y Guainía. La operación contó con 3.555 hombres de las Fuerzas Especiales del Ejército, la Fuerza de Despliegue Rápido (FUDRA), 1000 hombres del Comando Específico, dos batallones de la Infantería de Marina de Colombia y el grupo Aéreo de Oriente desembarcando en las selvas del departamento de Vichada en búsqueda del jefe de las FARC, alias 'Negro Acacio', comandante del frente 16 de las FARC. El operativo se extendió por 70 días y terminó con la captura del capo brasileño Fernandinho Beira-Mar, además de la incautación de dinero, drogas y armas. Acacio logró escapar, pero dejó al descubierto el enlace de las FARC con el narcotráfico.
La Operación Gato Negro hacia parte de una operación internacional denominada Operación Seis Fronteras II que se desplegó, además de Colombia, a distintas zonas de Ecuador, Perú, Brasil y Venezuela, con énfasis en la frontera entre Colombia y Brasil.

## Objetivo
Acacio era buscado por ser el encargado de manejar la exportación de droga y la importación de armas para las FARC en esa región de Colombia. Según las autoridades colombianas, Acacio generaba el 80% de los ingresos de las FARC. El Ministerio Público del Perú lo había señalado, en septiembre del 2000 de negociar con Luis Frank Aybar Cancho la compra de 10 mil fusiles AK-47 para las FARC. Además de la captura de Acacio, la operación buscaba recuperar una amplia zona comprendida entre los departamentos de Vichada, Guainía y Guaviare que constituía un corredor de movilidad para las FARC hacia la zona de distensión, tradicional enclave de dicha guerrilla.

## Operaciones
Durante la operación, las autoridades colombianas identificaron 13 mil hectáreas de cultivo ilícitos, incautaron más de cien mil dólares, varias toneladas de precursores químicos y armas. También fueron inmovilizadas avionetas, lanchas rápidas y 80 vehículos con matrículas venezolanas y brasileñas. A la zona llegaban vuelos ilegales provenientes de Surinam, Venezuela, Brasil y Paraguay, cargados de armas y dinero. También fueron encontrados 1200 uniformes camuflados fabricados en Venezuela, que según el General Jorge Enrique Mora habrían sido robados a las Fuerzas Militares de dicho país. Según el General Mora,

"Las FARC participan en el cultivo de la coca, en el comercio de los precursores, son los dueños de los laboratorios, son los dueños de las pistas, ningún narcotraficante entra a las áreas sin su permiso y son los que venden la droga a los carteles internacionales. Eso está demostrado en los documentos encontrados en la operación (...) Hemos encontrado ciudadanos brasileños que hacen parte del grupo guerrillero y también ciudadanos venezolanos que han hecho parte y siguen siendo parte de esta guerrilla (...) Son personas que las reclutan en la frontera y que terminan haciendo parte de estas organizaciones. Ya hemos capturado guerrilleros tanto de nacionalidad brasileña como venezolana".

Las autoridades colombianas encontraron equipos de comunicación satelital de alta frecuencia. Estos equipos eran resguardados en cerca de 15 edificaciones para albergar a por lo menos mil personas. Las instalaciones fueron comparadas por las autoridades colombianas con el complejo Tranquilandia del narcotraficante del Cartel de Medellín, Pablo Escobar.
En la operación murieron seis guerrilleros del frente 16 de las FARC que hacían parte de la escolta personal del Negro Acacio. 31 personas fueron capturadas entre siete guerrilleros y 25 narcotraficantes, siete de ellos de nacionalidad brasileña al mando de alias 'Fernandinho Beira-Mar'. La operación irrumpió en medio de una transacción de coca por armas y dinero. El cargamento de armas contenía 560 fusiles, 2252 armas cortas, municiones y explosivos. Las autoridades destruyeron 55 laboratorios para el procesamiento de cocaína, desmantelaron 16 campamentos guerrilleros e incautaron más de 18 toneladas de base de coca.
El costo de la operación se determinó que costó al Estado 16.382 millones de pesos. En la acción participaron 3.555 soldados y duró 70 días. Solo las municiones y el uso de aeronaves costaron 10.775 millones de pesos. Además de los costos médicos, ya que cerca de 300 soldados fueron atacados por leishmaniasis, paludismo y dengue hemorrágico, por lo que un equipo de médicos especialistas en epidemiología del Dispensario de Sanidad del Ejército de Bogotá fue enviado hasta Barrancominas, base de las operaciones.

## Captura de Fernandinho Beira-Mar
El 21 de abril de 2001, las autoridades colombianas recibieron información de un guerrillero capturado que dijo que el capo brasileño Fernandinho Beira-Mar se encontraba herido, tras ser baleada la avioneta en la que se desplazaba por la Fuerza Aérea Colombiana (FAC) y estaba al cuidado de las FARC. El operativo para detener al capo se intensificó, ya que el piloto de la avioneta Andrés Benavides fue capturado y reafirmó lo dicho por el guerrillero. Beira-Mar era trasladado a la ciudad de Villavicencio, donde se le iba a prestar atención médica y luego se intentaría sacarlo de Colombia, según confesión del piloto. También dijo que Beira-Mar tenía el brazo izquierdo gangrenado, le faltaban dos dedos de una mano y tras el aterrizaje había quedado en medio de la selva sin alimentos ni armas.
Fernandinho había viajado de Brasil hacia Colombia seis meses atrás y había pedido protección al frente 16 de las FARC, bajo el comando de alias Negro Acacio.

## Captura de alias 'Cabezóni'
El 19 de abril de 2001, la Policía Nacional de Colombia capturó al occidente de Bogotá a Luis García, alias 'Franklin' o 'Cabezóni'. Alias 'Cabezoni' arribó de Barrancominas, en el departamento de Guainía a Bogotá, huyendo de la persecución del Ejército contra las FARC tras la operación Gato Negro. Según la Fiscalía General de la Nación, García fue considerado el jefe de las milicias de Puerto Príncipe, Vichada y presunto responsable del control de la comercialización de la coca en esa región.